# Golden Cup 2008
La Golden Cup 2008 - Memorial Àlex Ros, promocionada sota la denominació Blanes Golden Cup 2008, fou una competició d'hoquei sobre patins disputada entre el 26 i el 29 de juny a Blanes que comptà amb la participació de les seleccions nacionals masculines de Catalunya, Itàlia, Suïssa, França, Angola i l'equip organitzador, el Blanes Hoquei Club.
Aquest torneig reconegut pel Comitè Internacional d'Hoquei sobre patins (CIRH) va servir a algunes de les seleccions com a preparació per a l'Europeu 2008.

## Participants
| Grup A | Grup A             |
| ------ | ------------------ |
|        | Angola             |
|        | Blanes Hoquei Club |
|        | França             |

### Angola
| Dorsal | Nom                    | Posició       | Equip           |
| ------ | ---------------------- | ------------- | --------------- |
|        | S. Quiteque "Pedalé"   | porter        | Petro de Luanda |
|        | António "Toy" Adão     |               | GDJ Viana       |
|        | Mamikua                |               |                 |
|        | Rui André Gomes        |               | GDJ Viana       |
|        | Sílvio Marques "Quiza" |               |                 |
|        | Rui Miguel Gomes       |               | GDJ Viana       |
|        | João Viera "Johe"      |               | OC Barcelos     |
|        | Edgar Chaves "Kwenha"  |               | GDJ Viana       |
|        | Márcio Fernandes       |               | Petro de Luanda |
|        | Anacleto Silva "Kirro" |               | HC Liceo        |
|        | Milton Neto "Mitó"     | porter        |                 |
|        | Miquel Umbert          | seleccionador |                 |

### Blanes Hoquei Club
| Dorsal | Nom                  | Posició       | Equip     |
| ------ | -------------------- | ------------- | --------- |
| 1      | Ernest Freixas       | porter        | Blanes HC |
| 2      | Ramon Benito         | defensa       | Blanes HC |
| 4      | Dani Rodríguez       | mig           | Blanes HC |
| 5      | Miquel Àngel Sánchez | davanter      | Blanes HC |
| 6      | "Kimi" Ridaura       | davanter      | Blanes HC |
| 7      | David Plaza          | mig           | Blanes HC |
| 8      | Xavier Armengol      | mig           | Blanes HC |
| 9      | Àlex Ridaura         | mig           | Blanes HC |
| 10     | Xavier Calonge       | porter        | Blanes HC |
|        | Francesc Sucarrats   | seleccionador |           |

### França
| Dorsal | Nom               | Posició       | Equip              |
| ------ | ----------------- | ------------- | ------------------ |
|        | Nicolas Guillen   | porter        | SA Mérignac        |
|        | Frédéric Hamon    |               | HC Quévert         |
|        | Guirec Henry      |               | SCRA Saint-Omer    |
|        | Julien Huvelin    | davanter      | La Vendéenne       |
|        | Sebastien Landrin |               | HC Quévert         |
|        | Rémi Lasnier      |               | US Coutras         |
|        | Olivier Lesca     |               | SA Mérignac        |
|        | Jérôme Moriceau   | davanter      | La Vendéenne       |
|        | Igor Tarassioux   | defensa       | ROC Vaulx-en-Velin |
|        | Olivier Gelebart  | porter        | HC Quévert         |
|        | Fabien Savreux    | seleccionador |                    |

| Grup B | Grup B    |
| ------ | --------- |
|        | Catalunya |
|        | Itàlia    |
|        | Suïssa    |

### Catalunya
| Dorsal | Nom               | Posició       | Equip         |
| ------ | ----------------- | ------------- | ------------- |
|        | Jaume Llaverola   | porter        | HC Liceo      |
|        | David Cáceres     | defensa       | Igualada HC   |
|        | Jordi del Amor    | defensa       | CP Vilanova   |
|        | Xavi Lladó        | defensa       | CH Lloret     |
|        | Joan Manel Grasas | defensa       | HC Liceo      |
|        | Xavi Brichs       | davanter      | CE Noia       |
|        | "Jepi" Selva      | davanter      | CE Noia       |
|        | Jordi Molet       | davanter      | Reus Deportiu |
|        | Raül Pelicano     | davanter      | CH Lloret     |
|        | David Arellano    | porter        | CP Vilanova   |
|        | Jordi Camps       | seleccionador |               |

### Itàlia
| Dorsal | Nom                | Posició       | Equip              |
| ------ | ------------------ | ------------- | ------------------ |
|        | Giovanni Fontana   | porter        | HC Castiglioni     |
|        | Davide Motaran     | defensa       | Hockey Valdagno    |
|        | Marco Motaran      | defensa       | Hockey Valdagno    |
|        | Luca Marchini      |               | Seregno Hockey     |
|        | Nicola Palagi      | defensa/mig   | CGC Viareggio      |
|        | Diego Nicoletti    |               | GS Hockey Trissino |
|        | Mattia Cocco       | davanter      | Hockey Valdagno    |
|        | Pietro Papapietro  |               | Correggio Hockey   |
|        | Leonardo Squeo     | davanter      | CGC Viareggio      |
|        | Leonardo Barozzi   | porter        | CGC Viareggio      |
|        | Alessandro Cupisti | seleccionador |                    |

### Suïssa
| Dorsal | Nom                    | Posició       | Equip          |
| ------ | ---------------------- | ------------- | -------------- |
|        | Daniel Dietrich        | porter        | RSV Weil       |
|        | Simon von Allmen       |               | SC Thunerstern |
|        | Gaël Jiménez           |               | Genève RHC     |
|        | Valérian von Däniken   |               | Genève RHC     |
|        | Andreas Münger         |               | Montreux HC    |
|        | Mathieu Infante        |               | Montreux HC    |
|        | Pascal Kissling        |               | RHC Diessbach  |
|        | Federico García Méndez |               | Genève RHC     |
|        | Dominik Wirth          |               | RHC Wimmis     |
|        | Roman Langenegger      | porter        | RSC Uttigen    |
|        | Juan Antonio Zabalia   | seleccionador |                |

## Fase Regular
Els horaris corresponen a l'hora d'estiu dels Països Catalans (zona horària: UTC+2).

### Llegenda
En les taules següents:
| Pts = Punts totals PJ = Partits jugats PG = Partits guanyats PE = Partits empatats PP = Partits perduts GF = Gols a favor |  | GC = Gols en contra DG = Diferència de gols (GF-GC) Ressaltat en verd = Equip classificat per a la segona fase. Ressaltat en vermell = Equip eliminat per a la segona fase. (p) = Gol de penal (fd) = Gol de falta directa |  |  |

### Grup A
| Equip     | Pts | PJ | PG | PE | PP | GF | GC | DG |
| --------- | --- | -- | -- | -- | -- | -- | -- | -- |
| Blanes HC | 6   | 2  | 2  | 0  | 0  | 9  | 0  | +9 |
| França    | 3   | 2  | 1  | 0  | 1  | 4  | 6  | -2 |
| Angola    | 0   | 2  | 0  | 0  | 2  | 3  | 10 | -7 |

| 26 de juny de 2008 18:30                                              |     |        |                                                     |
| Blanes HC                                                             | 6-0 | Angola | Pavelló d'Esports de Blanes Àrbitres: Ribó i Gorina |
| A. Ridaura 7' Armengol 10', 14' (p) Rodríguez K. Ridaura 37', 48' (p) |     |        | Pavelló d'Esports de Blanes Àrbitres: Ribó i Gorina |

| 27 de juny de 2008 16:30             |     |                                |                                                             |
| França                               | 4-3 | Angola                         | Pavelló d'Esports de Blanes Àrbitres: A. Gorina i G. Gorina |
| Landrin 1', 24' Huvelin 9' Henry 44' |     | Kwenha 20' Kiza 20' Miguel 44' | Pavelló d'Esports de Blanes Àrbitres: A. Gorina i G. Gorina |

| 27 de juny de 2008 20:00           |     |        |                                                                   |
| Blanes HC                          | 3-0 | França | Pavelló d'Esports de Blanes Àrbitres: López Expósito i Serraclara |
| Benito 1' Armengol 34' Sánchez 18' |     |        | Pavelló d'Esports de Blanes Àrbitres: López Expósito i Serraclara |

### Grup B
| Equip     | Pts | PJ | PG | PE | PP | GF | GC | DG |
| --------- | --- | -- | -- | -- | -- | -- | -- | -- |
| Catalunya | 6   | 2  | 2  | 0  | 0  | 9  | 4  | +5 |
| Itàlia    | 3   | 2  | 1  | 0  | 1  | 3  | 3  | 0  |
| Suïssa    | 0   | 2  | 0  | 0  | 2  | 4  | 9  | -5 |

| 26 de juny de 2008 16:30 |     |                          |                                                               |
| Suïssa                   | 1-2 | Itàlia                   | Pavelló d'Esports de Blanes Àrbitres: López Expósito i Gorina |
| García Méndez 26' (fd)   |     | Squeo 44' Papapietro 48' | Pavelló d'Esports de Blanes Àrbitres: López Expósito i Gorina |

| 26 de juny de 2008 20:00                                     |     |                                      |                                                           |
| Catalunya                                                    | 7-3 | Suïssa                               | Pavelló d'Esports de Blanes Àrbitres: Delfa i Serraclara. |
| Pelicano 12' (p), 13', 15', 49' Brichs 19' Del Amor 26', 32' |     | Von Allmen 16', 37' Von Daeniken 48' | Pavelló d'Esports de Blanes Àrbitres: Delfa i Serraclara. |

| 27 de juny de 2008 18:30    |     |           |                                                      |
| Catalunya                   | 2-1 | Itàlia    | Pavelló d'Esports de Blanes Àrbitres: Delfa i Gorina |
| Pelicano 10' (p) Brichs 39' |     | Squeo 48' | Pavelló d'Esports de Blanes Àrbitres: Delfa i Gorina |

## Fase Final
|  | Semifinals                                      | Semifinals                                      |   |                                                 | Final                                           | Final |
|  |                                                 |                                                 |   |                                                 |                                                 |       |
|  | 28 de juny - Blanes Pavelló d'Esports de Blanes |                                                 |   |                                                 |                                                 |       |
|  | Catalunya                                       | 10                                              |   |                                                 |                                                 |       |
|  | França                                          | 4                                               |   |                                                 |                                                 |       |
|  |                                                 |                                                 |   |                                                 |                                                 |       |
|  |                                                 |                                                 |   |                                                 | 29 de juny - Blanes Pavelló d'Esports de Blanes |       |
|  |                                                 |                                                 |   |                                                 | Catalunya                                       | 4     |
|  |                                                 | Blanes HC                                       | 2 |                                                 |                                                 |       |
|  |                                                 |                                                 |   |                                                 |                                                 |       |
|  |                                                 |                                                 |   |                                                 |                                                 |       |
|  |                                                 |                                                 |   |                                                 | Tercer lloc                                     |       |
|  | 28 de juny - Blanes Pavelló d'Esports de Blanes | 28 de juny - Blanes Pavelló d'Esports de Blanes |   | 29 de juny - Blanes Pavelló d'Esports de Blanes | 29 de juny - Blanes Pavelló d'Esports de Blanes |       |
|  | Blanes HC                                       | 4                                               |   | França                                          | 3                                               |       |
|  | Itàlia                                          | 1                                               |   |                                                 | Itàlia                                          | 5     |

### Semifinal 1
| 28 de juny de 2008 17:15                                                              |      |                                                   |                                                                   |
| Catalunya                                                                             | 10-4 | França                                            | Pavelló d'Esports de Blanes Àrbitres: López Expósito i Serraclara |
| Cáceres 4', 25' Brichs 6', 25', 30' Pelicano 8' Molet 20', 40' Del Amor 43' Lladó 48' |      | Landrin 5' (fd), 10' (p) Moriceau 41' Lasnier 43' | Pavelló d'Esports de Blanes Àrbitres: López Expósito i Serraclara |

### Semifinal 2
| 28 de juny de 2008 19:15           |     |          |                                                      |
| Blanes HC                          | 4-1 | Itàlia   | Pavelló d'Esports de Blanes Àrbitres: Prades i Gómez |
| Benito 5', 29' K. Ridaura 30', 49' |     | Squo 11' | Pavelló d'Esports de Blanes Àrbitres: Prades i Gómez |

### Cinquè i sisè lloc
| 28 de juny de 2008 21:00                                           |     |                |                                                                   |
| Suïssa                                                             | 5-2 | Angola         | Pavelló d'Esports de Blanes Àrbitres: López Expósito i Serraclara |
| Von Allmen 6' Münger 30' Infante 40' García Méndez 43' Jiménez 45' |     | André 20', 39' | Pavelló d'Esports de Blanes Àrbitres: López Expósito i Serraclara |

### Tercer i quart lloc
| 29 de juny de 2008 16:30                                  |     |                                       |                                                             |
| Itàlia                                                    | 5-3 | França                                | Pavelló d'Esports de Blanes Àrbitres: Ribó i López Expósito |
| Squeo 7', 36' D. Motaran 19' Cocco 32' (p) Papapietro 37' |     | Landrin 15' (p) Huvelin 35' Henry 48' | Pavelló d'Esports de Blanes Àrbitres: Ribó i López Expósito |

### Final
| 29 de juny de 2008 16:30              |     |                             |                                                        |
| Catalunya                             | 4-2 | Blanes HC                   | Pavelló d'Esports de Blanes Àrbitres: Valverde i Gómez |
| Brichs 6', 48' Selva 38' Pelicano 41' |     | A. Ridaura 15' Armengol 33' | Pavelló d'Esports de Blanes Àrbitres: Valverde i Gómez |

| Catalunya        |
| Campió CATALUNYA |

## Classificació final
| Classificació final | Classificació final |
| ------------------- | ------------------- |
| 1                   | Catalunya           |
| 2                   | Blanes HC           |
| 3                   | Itàlia              |
| 4                   | França              |
| 5                   | Suïssa              |
| 6                   | Angola              |